# 뷜라흐구
뷜라흐구(독일어: Bezirk Bülach)는 스위스 취리히주의 12개 구 중 하나이며, 인구는 약 117,000명으로 주에서 세 번째로 큰 지역이다. 행정 수도는 뷜라흐이며, 이 지역에서 가장 큰 시정촌은 취리히 공항이 있는 클로텐이다. 여기에는 라프츠, 빌, 휜트바겐 및 바스터킹엔이 있는 라인강 북쪽의 라프처펠트가 포함된다.
뷜라흐의 영토는 1409년부터 취리히에 의해 통제되었으며, 나머지 부분은 1651년에 취리히가 인수한 라프처펠트를 제외하고 15세기 후반(에글리자우 1496)에 이어졌다.

## 지자체
| 지자체                | 인구 (2017년 12월 31일) | 면적, km2 |
| --------------------- | ----------------------- | --------- |
| 바헨뷜라흐            | 3,743                   | 4.25      |
| 바서스도르프          | 11,655                  | 9.02      |
| 뷜라흐                | 19,888                  | 16.09     |
| 디에티콘              | 7,702                   | 4.26      |
| 에글리자우            | 5,188                   | 9.07      |
| 엠브라흐              | 9,432                   | 12.72     |
| 프라이엔슈타인-토이펜 | 2,376                   | 8.32      |
| 글라트펠덴            | 5,190                   | 12.35     |
| 호리펠덴              | 1,934                   | 6.16      |
| 회리                  | 2,738                   | 4.85      |
| 휜트방엔              | 1,027                   | 4.97      |
| 클로텐                | 19,408                  | 19.28     |
| 루핑엔                | 2,381                   | 5.22      |
| 뉘렌스도르프          | 5,611                   | 10.09     |
| 오버엠브라흐          | 1,058                   | 10.20     |
| 옵피콘                | 19,978                  | 5.61      |
| 라프츠                | 4,483                   | 10.74     |
| 로르바스              | 2,841                   | 4.44      |
| 발리젤렌              | 15,939                  | 6.50      |
| 바스터킹엔            | 574                     | 3.95      |
| 빌                    | 1,407                   | 8.94      |
| 빈켈                  | 4,540                   | 8.16      |
| 전체                  | 149,464                 | 185.19    |